# The Lady of Rage
The Lady of Rage (* 11. Juni 1968 in Farmville, Virginia; eigentlicher Name Robin Yvette Allen) ist eine US-amerikanische Rapperin und Schauspielerin. Bekannt wurde sie durch den Song Afro Puffs sowie durch ihre Zusammenarbeit mit Dr. Dre und Snoop Doggy Dogg auf deren Alben The Chronic und Doggystyle.

## Karriere
Allens Karriere begann Anfang der 1990er Jahre in New York, wo sie das Produktionsteam L. A. Posse kennenlernte. 1991 traf sie auf den Rapper Chubb Rock, mit dem sie auf dem Song Bring Em Home Safe für dessen Album The One zusammenarbeitete, wobei sie unter dem Namen Rockin Robin auftrat.
Durch ihre Beiträge auf dem Album They Come in All Colors der L. A. Posse wurde Dr. Dre auf die Rapperin aufmerksam und verschaffte ihr einen Plattenvertrag bei Death Row Records. Sowohl auf seinem Debüt Tha Chronic als auch auf Doggystyle von Snoop Doggy Dogg steuerte Allen Gaststrophen bei.
1994 feierte sie mit ihrer Solosingle Afro Puffs vom Soundtrack des Films Above the Rim ihren bis dato größten Erfolg; die Single erreichte Platz 57 der Billboard Hot 100. Nachdem die Veröffentlichung immer wieder verschoben wurde, erschien 1997 ihr Debütalbum Necessary Roughness auf Death Row Records, mit dem sie Platz 32 der Billboard 200 erreichte.
Nach der Veröffentlichung ihres Albums konzentrierte Allen sich auf ihre Karriere als Schauspielerin, arbeitete jedoch sporadisch mit Musikern wie Nate Dogg, Snoop Dogg und Tha Dogg Pound zusammen.

## Diskografie

### Studioalben
| Jahr | Titel               | Höchstplatzierung, Gesamtwochen, AuszeichnungChartplatzierungen (Jahr, Titel, Platzierungen, Wochen, Auszeichnungen, Anmerkungen) | Höchstplatzierung, Gesamtwochen, AuszeichnungChartplatzierungen (Jahr, Titel, Platzierungen, Wochen, Auszeichnungen, Anmerkungen) | Anmerkungen                     |
| Jahr | Titel               | UK | US | Anmerkungen                     |
| ---- | ------------------- | --- | --- | ------------------------------- |
| 1997 | Necessary Roughness | — | US32 (6 Wo.)US | Erstveröffentlichung: Juni 1997 |

### Singles
| Jahr | Titel Album | Höchstplatzierung, Gesamtwochen, AuszeichnungChartplatzierungen (Jahr, Titel, Album, Platzierungen, Wochen, Auszeichnungen, Anmerkungen) | Höchstplatzierung, Gesamtwochen, AuszeichnungChartplatzierungen (Jahr, Titel, Album, Platzierungen, Wochen, Auszeichnungen, Anmerkungen) | Anmerkungen                     |
| Jahr | Titel Album | UK | US | Anmerkungen                     |
| ---- | ----------- | --- | --- | ------------------------------- |
| 1994 | Afro Puffs  | UK72 (2 Wo.)UK | US57 (11 Wo.)US | Erstveröffentlichung: Juli 1994 |

## Filmografie (Auswahl)
- 1999: Kenan & Kel (Fernsehserie, 1 Episode)
- 2000: Next Friday
- 1997–2001: The Steve Harvey Show (Fernsehserie, 10 Episoden)
- 2001: Thug Life